# Charles Philip Yorke, 4. hrabě z Hardwicke
Charles Philip Yorke, 4. hrabě z Hardwicke (Charles Philip Yorke, 4th Earl of Hardwicke, 4th Viscount Royston, 4th Baron Hardwicke) (2. dubna 1799, Hamble-le-Rice, Anglie – 17. září 1873, Londýn, Anglie) byl britský admirál a politik ze šlechtického rodu Yorke. Od mládí sloužil u námořnictva, souběžně působil u dvora a angažoval se i v politice jako stoupenec Konzervativní strany. Ve dvou konzervativních vládách byl ministrem, mimo aktivní službu nakonec v námořnictvu dosáhl hodnosti admirála.

## Kariéra
Byl nejstarším synem admirála Josepha Sydneye Yorke (1768–1831), studoval v Harrow a na Royal Naval College, v roce 1815 vstoupil do námořnictva. Působil v koloniích a ve Středomoří, v roce 1825 dosáhl hodnosti kapitána. Souběžně se od mládí věnoval politické kariéře, v letech 1831–1834 byl členem Dolní sněmovny, v roce 1834 po strýci Philipovi zdědil titul hraběte z Hardwicke a vstoupil do Sněmovny lordů, zároveň převzal post lorda–místodržitele v hrabství Cambridgeshire (1834–1873). V politice patřil ke konzervativcům a v letech 1841–1846 byl lordem komořím královny Viktorie (královna v roce 1843 navštívila hlavní rodové sídlo Wimpole Hall v hrabství Cambridgeshire). V pozdějších konzervativních vládách byl generálním poštmistrem (1852) a lordem strážcem tajné pečeti (1858–1859), od roku 1852 byl též členem Tajné rady.
Z aktivní služby v Royal Navy vystoupil v roce 1858 v hodnosti kontradmirála, téhož roku byl povýšen na viceadmirála (1858) a později na admirála (1863). V roce 1843 se stal prezidentem Královské zemědělské společnosti, od roku 1847 byl členem Královské společnosti, získal také čestné doktoráty v Oxfordu a Cambridge.

## Rodina
Jeho manželkou byla Susan Liddell (1810–1886), dcera 1. barona Ravenswortha. Starší syn Charles Philip Yorke (1836–1897) byl dědicem rodových titulů, mladší syn Eliot Yorke (1843–1878) působil u dvora a byl členem Dolní sněmovny. Sňatkem s Annie Rothschild (1844–1926) ze slavné bankéřské rodiny Rothschildů se stal spolumajitelem zámku Aston Clinton House (Buckinghamshire). Dcera Agneta (1838–1919) se provdala za admirála Victora Montagu z rodu hrabat ze Sandwiche.
Mladší bratr 4. hraběte Eliot Yorke (1805–1885) byl dlouholetým členem Dolní sněmovny (1835–1865).